# Catada pyralistis
Catada pyralistis là một loài bướm đêm trong họ Erebidae.